# Macalester College
Macalester College es una universidad privada de carácter laico ubicada de la ciudad de Saint Pau, en el estado de  Minnesota (Estados Unidos). 
Fundada en 1874 con orientación presbiteriana, obtuvo en 1885 el reconocimiento como universidad de primera clase. 
El campus ocupa una superficie aproximada de 214 000 metros cuadrados e incluye siete edificios académicos, una biblioteca central, un centro tecnológico y diez residencias estudiantiles. La Universidad cuenta con una matrícula cercana a los 1800 estudiantes, quienes deben residir en el campus durante los primeros años de formación. 
Macalester ofrece más de cuarenta programas de grado, con un énfasis particular en los estudios internacionales y el aprendizaje de idiomas. Entre las lenguas que forman parte de su plan de estudios se encuentran el francés, español, portugués, ruso, japonés, y alemán. 
La Institución ha contado entre sus antiguos alumnos con personalidades destacadas como Kofi Annan, secretario general de las Naciones Unidas entre 1997 y 2006,  y Walter Mondale, vicepresidente de los Estados Unidos entre 1997 y 1981.

## Historia
Macalester College fue fundado en 1874 por el reverendo Edward Duffield Neill, antiguo capellán de la Guerra de Secesión y secretario personal de Abraham Lincoln. El centro nació como una orientación presbiteriana y una clara vocación por la educación liberal de inspiración humanista. Gracias a una donación del empresario Charles Macalester, la institución pudo abrir oficialmente sus puertas en 1885 en la ciudad de Saint Paul, Minessota.
Desde sus orígenes, Macalester apostó por la internalización y el acceso inclusivo a la educación, una línea que ha mantenido durante su evolución institucional.

## Deportes
Macalester College participa en competiciones deportivas universitarias dentro de la  División III de la NCAA, como miembro de la Minessota  Intercollegiate Athletic Conference (MIAC). Sus equipos reciben el nombre de Scots, en alusión a la herencia escocesa del college, y compiten en múltiples disciplinas deportivas, tanto masculinas como femeninas.
El equipo de fútbol americano del centro educativo compite de manera idependiente desde 2002, tras abandonar temporalmente la conferencia  Minnesota Intercollegiate Athletic Conference (MIAC), aunque se reincorporó oficialmente en 2014. La institución cuenta con instalaciones propias para la práctica de atlestismo, baloncesto, natación, tenis y otros deportes.

## Campus
El campues de Macalester College abarca cerca de 21 hectáreas urbanas en el área metropolitana de Saint Paul. Combina edificios históricos con instalaciones modernas, como Leonard Center para actividades deportivas y el Markim Hall, diseñado según criterios de sostenibilidad ambiental.
La universidad se distingue por su compromiso ecológico: ha  implementado sistemas de eficiencia energética, reciclaje y reducción de emisiones, y cuenta con edificios certificados por el sistema LEED.

## Cuerpo estudiantil
Macalester College cuenta con un cuerpo estudiantil carazterizado por su diversidad cultural y geográfica, Aproximadamente el 24% de los alumnos matriculados son estudiantes internacionales, procedentes de más de 90 países. Asimismo, cerca del 32% de los estudiantes de Nacionalidad estadounidense se identifican como personas pertenecientes a grupos étnicos minoritarios.
La institución mantiene un compromiso con la inclusión y la representación global, lo que se refleja en sus políticas de admisión y programas de apoyo a la diversidad, tanto cultural como socioeconómica.